# Rob White
Alan Robert White, mais conhecido como Rob White, (Camblesforth, 15 de julho de 1965) é um engenheiro britânico que atualmente ocupa o cargo de diretor de operações da equipe de Fórmula 1 da Cadillac. Anteriormente, ele ocupou o cargo de diretor de operações da equipe Renault/Alpine de Fórmula 1.

## Carreira
Após deixar a escola, White foi trabalhar para a Jaguar Cars, que concordou em patrociná-lo para fazer um curso de engenharia mecânica na Universidade de Southampton. Ele se graduou com um diploma de bacharel em 1987. Ao se formar, White respondeu a um anúncio da Cosworth Racing Limited e foi contratado como engenheiro de desenvolvimento para seu projeto para a IndyCar, onde começou a trabalhar na área de desenvolvimento de motores em 1987, trabalhando com o engenheiro chefe Steve Miller.
Em 1990, White foi promovido à posição de engenheiro sênior de desenvolvimento. Em 1993, ele mudou-se para a Califórnia como gerente de apoio de pista para a Cosworth nos Estados Unidos. Em 1997, White retornou à Inglaterra e trabalhou como engenheiro chefe das operações da Cosworth na Fórmula 1, que, posteriormente, passou a fornecer motores para a equipe de Fórmula 1 da Jaguar, que assim como a própria Jaguar Cars e Cosworth pertencia a Ford Motor Company. Em 2003, três anos antes da Ford sair da Fórmula 1 e um ano antes da Cosworth ser vendida para Kevin Kalkhoven, White deixou a Cosworth. No ano seguinte, ele se mudou para a equipe da Renault para atuar como diretor técnico de motor ao lado de Bob Bell (diretor técnico de chassis).
Em abril de 2005, White foi promovido a vice-diretor administrativo das operações de motores da Renault F1 Team, após a saída de Bernard Dudot. Isso significava mudar para o departamento de motores da Renault localizado em Viry-Châtillon, França. No momento da sua nomeação, ele não falava francês, apesar de ser obrigado a liderar uma força de trabalho predominantemente francesa. Ele também manteve seu cargo como diretor técnico.
Após a Renault deixar a Fórmula 1 como construtor, ele continuou trabalhando na fábrica de motores para a Fórmula 1 em Viry, que passou a chamar Renault Sport F1. White permaneceu nesse cargo até dezembro de 2016, quando a equipe francesa, já de volta à Fórmula 1 como equipe, nomeou-o como seu novo diretor de operações.
Em 31 de maio de 2024, a equipe da Alpine (ex-Renault) anunciou a demissão de White como resultado do seu processo de reestruturação na Fórmula 1.
Em 23 de novembro de 2024, a Andretti Cadillac anunciou que havia contratado White como diretor de operações do seu projeto de Fórmula 1, que deu origem a Cadillac Formula 1 Team. O ingresso de White na Cadillac F1 Team fez com que ele se reunisse novamente com vários de seus antigos colegas da Renault, incluindo Nick Chester (diretor técnico), Jon Tomlinson (chefe de aerodinâmica), Pat Symonds (consultor executivo de engenharia) e Naoki Tokunaga (consultor estratégico sênior).